# Sint-Martinuskerk (Schijf)

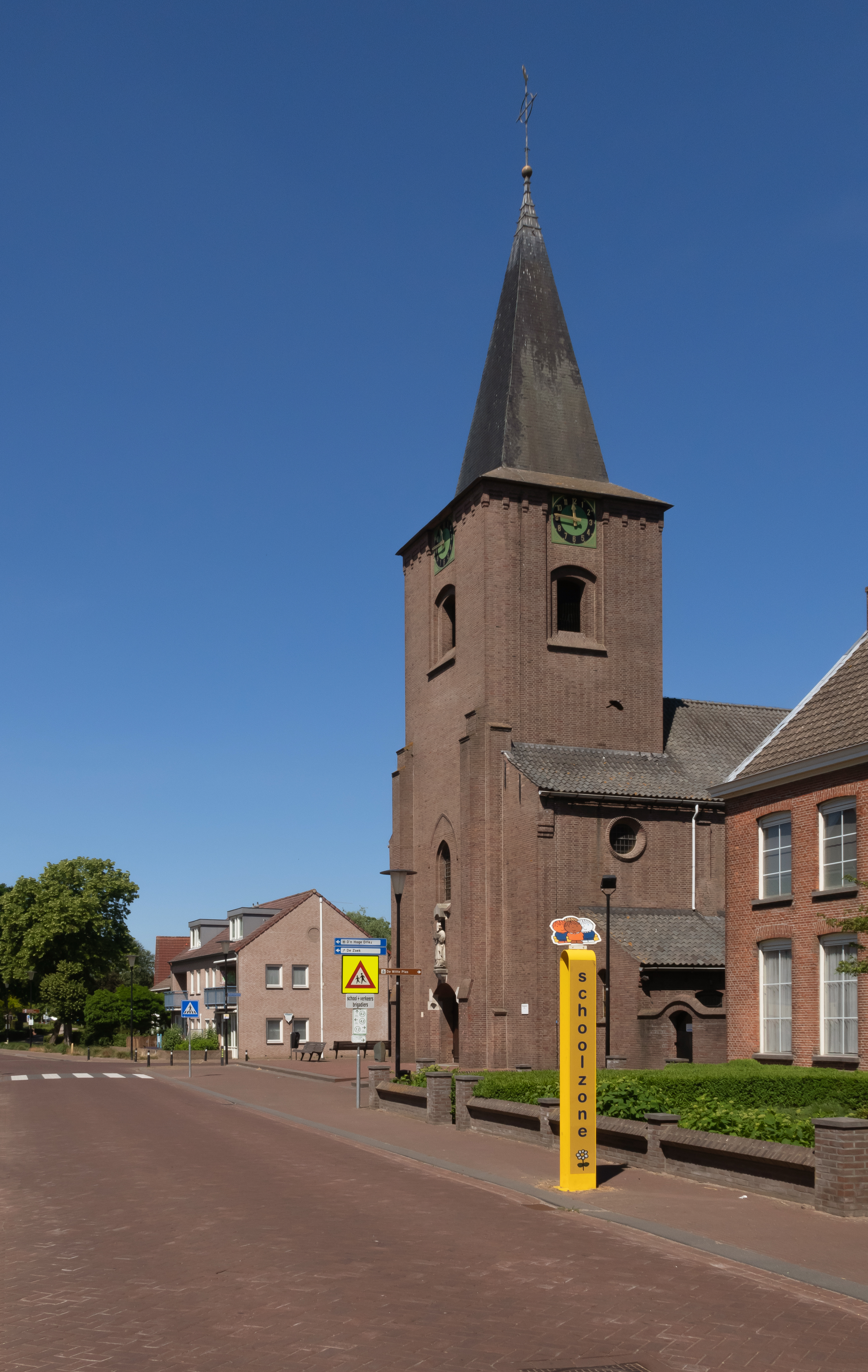
Sint-Martinuskerk

De Sint-Martinuskerk is een rooms-katholieke kerk aan de Sint-Antoniusstraat 44 in Schijf.

## Geschiedenis
In 1882 splitste de parochie van Schijf zich af van die van Rucphen en Klein-Zundert. Evenals de moederkerk was ook deze parochie gewijd aan de Heilige Martinus. In hetzelfde jaar kwam een kerkje gereed dat was ontworpen door P.J. Soffers. Dankzij een gift kon ook een torentje worden gebouwd, dat echter in 1914, tijdens een storm, omwaaide. Besloten werd om een nieuwe toren te bouwen en tevens de kerk te vergroten. In 1915 kwam dit werk gereed en in 1922 werd nog een torenuurwerk en een klok aangebracht.
In 1939 werd besloten om een nieuwe kerk te bouwen, daar de toenmalige kerk als te oud en te klein werd beschouwd. In 1940 werd de kerk ingewijd.

## Gebouw
Het is een bakstenen kerk in traditionele vormen met een kerktoren. De kerk is gebouwd in 1939-1940 naar ontwerp van A.W. en B.P.J. Oomen uit Oosterhout.
De kerk heeft een breed middenschip met lage en smalle zijbeuken en lage transeptarmen.